# 張坤 (光緒進士)
張坤（?—?），雲南省雲南府昆明縣人，清朝政治人物、進士出身。
光緒二十九年（1903年），参加光緒癸卯科殿試，登進士二甲第16名。同年閏五月，以主事分部学习。